# Construction à ossature en bois
 (février 2009).
Si vous disposez d'ouvrages ou d'articles de référence ou si vous connaissez des sites web de qualité traitant du thème abordé ici, merci de compléter l'article en donnant les références utiles à sa vérifiabilité et en les liant à la section « Notes et références ».

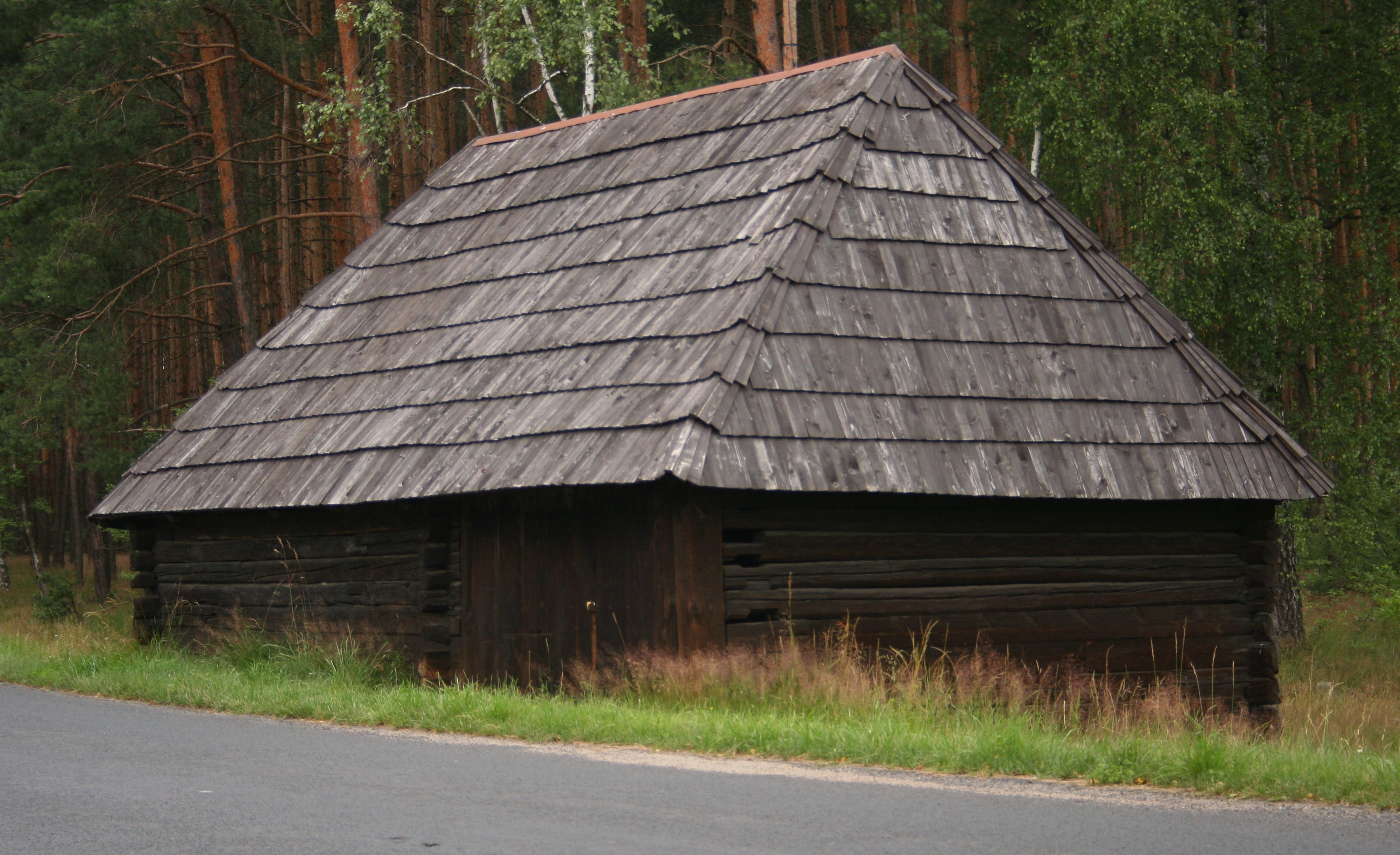
Petit bâtiment de bois.

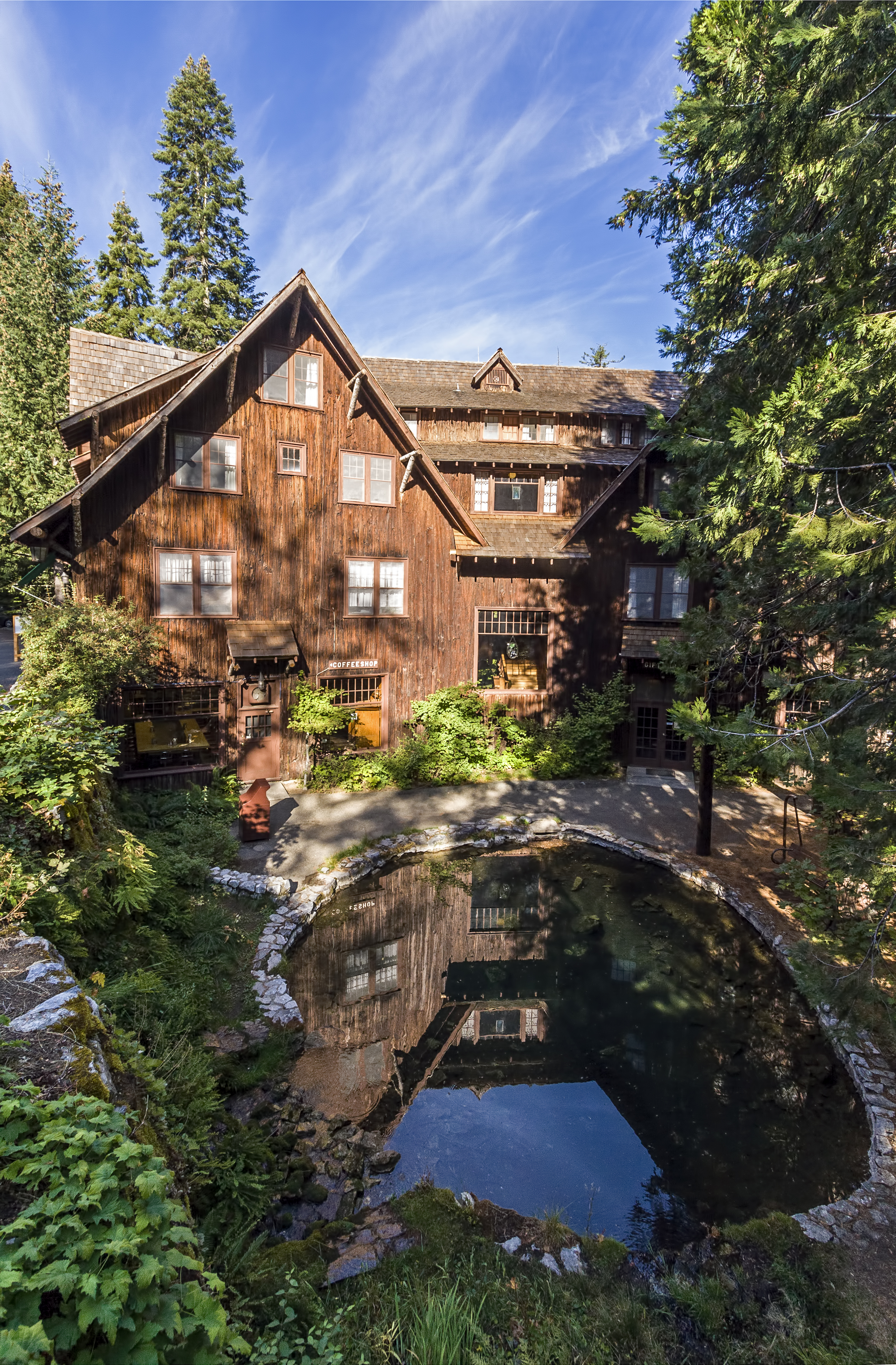
Construction en bois dans l'Oregon.

Parmi les constructions en bois, il existe depuis longtemps de nombreux types de maison en bois, dont les principaux modèles constructifs sont : 
- soit à base d’éléments légers :
  - la maison à structure poteau/poutre ;
  - la maison à ossature en bois ;

- soit à base de bois massif :
  - la maison en bois massif empilé (madriers, troncs ou rondins, parpaing en bois) ;
  - la maison en panneaux de bois massifs contrecollés.

## Désignation
En français, les termes « ossature » , « charpente »  et « structure »  sont interchangeables, surtout dans la formation de termes composés. On trouvera donc par exemple une équivalence entre « ossature bois », « charpente bois » et « structure à bois. » Les expressions « construction à ossature bois » et le raccourci « ossature bois » sont surtout utilisées en Europe francophone.
En anglais, l'expression « frame » est employée pour désigner les constructions à ossatures en général (frame signifiant cadre), tandis que le terme « framing » est en pratique plus généralement  associé aux ossatures en bois. 

## Deux approches constructives
La construction de bâtiments à ossature en bois est divisée en deux grandes catégories :
- la construction à « ossature lourde » (en anglais « heavy-frame construction », « heavy framing »), qui met en œuvre des supports verticaux peu nombreux et lourds, comme dans l'ossature à pan de bois, le système poteau/poutre, la charpente classique européenne, ou pour donner un exemple avec un autre matériau de base, l'ossature en acier ;
- la construction à « ossature légère » (en anglais « light-framing »), qui met en œuvre des supports plus petits mais plus nombreux, comme dans l’ossature croisée, l’ossature à plateforme, ou pour donner un exemple avec un autre matériau de base, dans une charpente en acier plié à froid.

Ces deux approches ont des avantages et des inconvénients spécifiques. Elles sont parfois utilisées conjointement sur un même projet, soit pour réaliser des parties différentes du chantier du fait de contraintes structurelles différentes, soit parce que l’approche lourde sert de structure primaire pour un remplissage avec l’approche légère.

## Le bois comme matériau écologique et durable

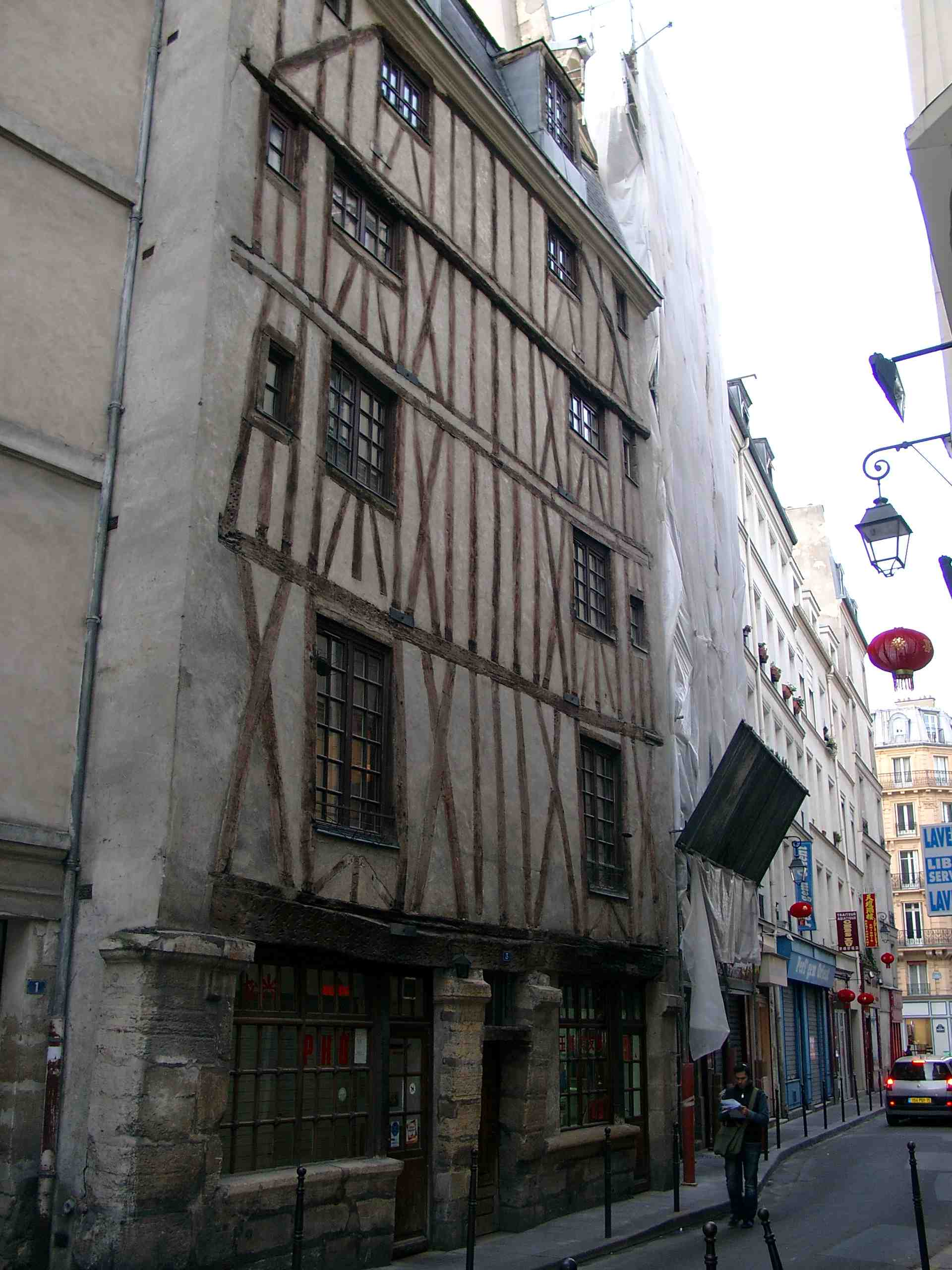
Maison de 1644, rue Volta, à Paris.

En fonction de son origine et de sa mise en œuvre, le bois peut être considéré comme un matériau écologique et durable . Il existe par exemple des maisons à colombages plusieurs fois centenaires dans différentes régions d'Europe (Allemagne, France, Norvège, Suisse, etc.) ou en Asie.
En plus d’être recyclable et biodégradable (s'il n'a pas été verni ou traité), le bois est aussi une source d’énergie grâce à sa combustion.

### Matériau peu énergivore
La consommation d'énergie nécessaire au transport et à la transformation des matériaux utilisés dans la construction d’une maison en bois demeure actuellement inconnue. En effet, il n'existe pas pour les maisons en bois de fiche de déclaration environnementale et sanitaire qui permettrait de chiffrer clairement l'impact carbone de ce matériau.

### Bois face auCO2

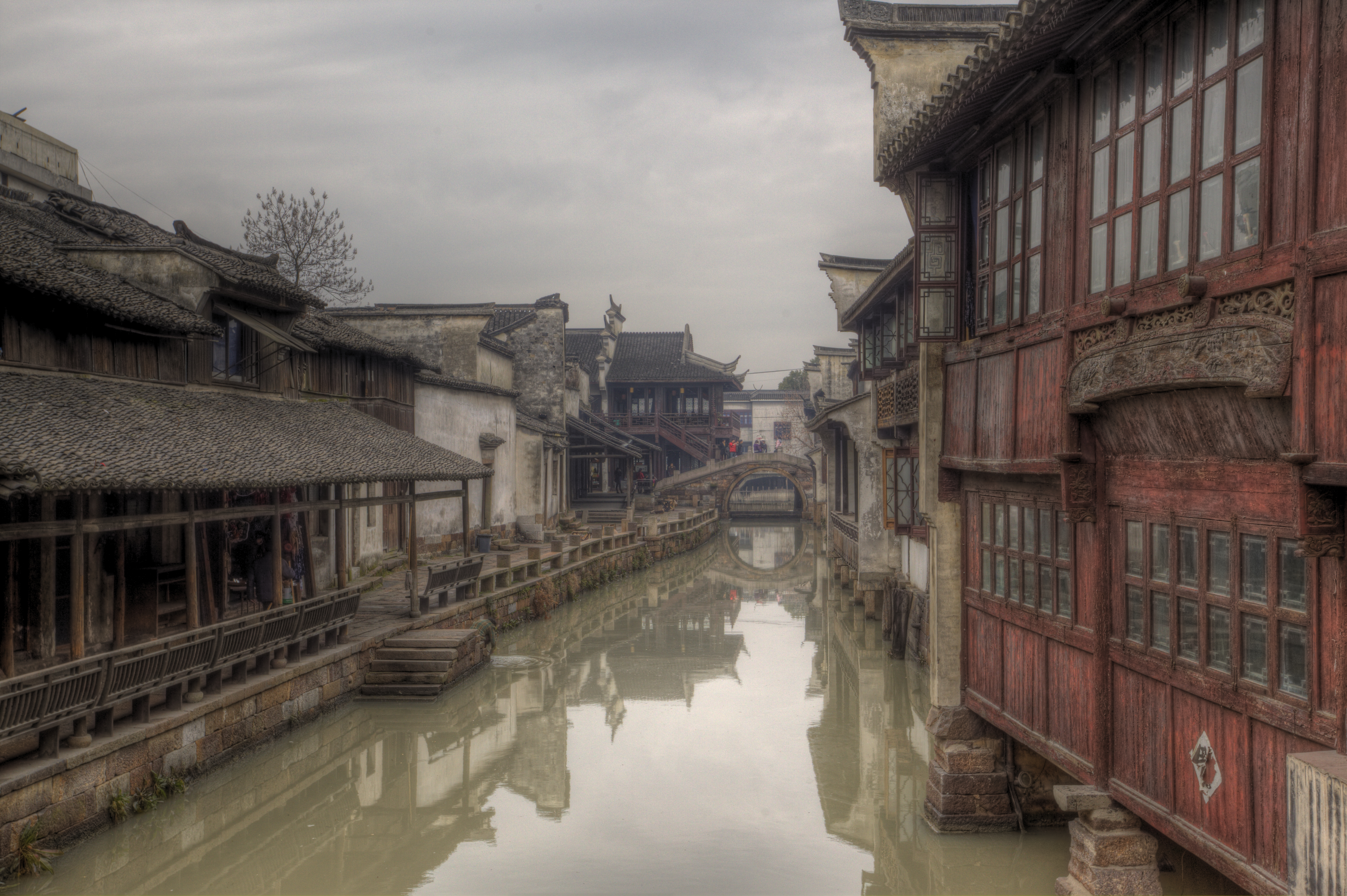
Village de Wuzhen, en Chine.

Pendant la fabrication des matériaux utilisés dans l’élaboration de n’importe quelle habitation, de l’énergie est consommée mais surtout de la pollution est libérée dans l’atmosphère sous forme principalement de CO2. Selon les matériaux transformés, la quantité de CO2 produite diffère. Le bois peut offrir une réduction de moitié de la quantité de CO2 relâchée dans l’atmosphère,. En outre, le bois a une capacité de stockage de CO2 importante ce qui permet de limiter son dégagement. Toutefois, la destruction du bois (naturelle ou par combustion) entraine le rejet dans l'atmosphère de la totalité du CO2 précédemment stocké.
Un autre aspect environnemental d'un chantier mettant en œuvre du bois est la faible quantité de déchets sur le  chantier car toutes les chutes peuvent être recyclées ou brulées dans une chaudière.

## Modèles constructifs à ossature
On cherche ici à créer une structure ouverte, constituée d’un maillage d’éléments linéaires. Selon le type d’éléments mis en œuvre (légers ou massifs, déformables ou rigides…), la structure résultante sera plus ou moins naturellement contreventée et porteuse.

### Maison à structure poteau/poutre
Faisant partie de la famille des constructions à ossature, la structure poteau/poutre utilise des poteaux et des poutres de forte section pour constituer la structure porteuse de la maison, aussi bien verticalement (les poteaux sont équerrés par les poutres qui les croisent) qu’horizontalement (les poutres portent directement les planchers, qui n’ont pas besoin d’assurer la reprise de charge du bâtiment). Ces éléments structurels sont donc généralement en bois massif, parfois en lamellé-collé dans les constructions les plus modernes. Ils sont assemblés rigidement entre eux par des croisements du type tenon mortaise, ce qui procure une grande indéformabilité à l’ensemble.
Entre ces éléments porteurs sont par exemple insérées des baies vitrées, des blocs de maçonnerie isolants non porteurs (par exemple des blocs de béton de chanvre), divers éléments de murs qui peuvent être eux-mêmes constitués d'une ossature bois (comme dans le cas de la maison à ossature bois, décrite ci-après), ou encore d'un empilage de madriers. Dans tous les cas, ces murs pleins et ouvertures vitrées font office de remplissage et n'ont aucun rôle porteur ou structurel.
La construction peut se faire sur le lieu même, mais gagne énormément en praticité, précision et fiabilité à intégrer une étape de préfabrication de grands modules (murs entiers…) dans le confort d’un atelier de production, pour un assemblage rapide sur site.
Ce type de construction permet de réaliser de grandes portées préservant de grands volumes libres et des façades très ouvertes. Sa complexité de réalisation, due à la nécessaire précision des assemblages, la réserve habituellement à des réalisations de qualité ou aux façades sud des constructions bioclimatiques.

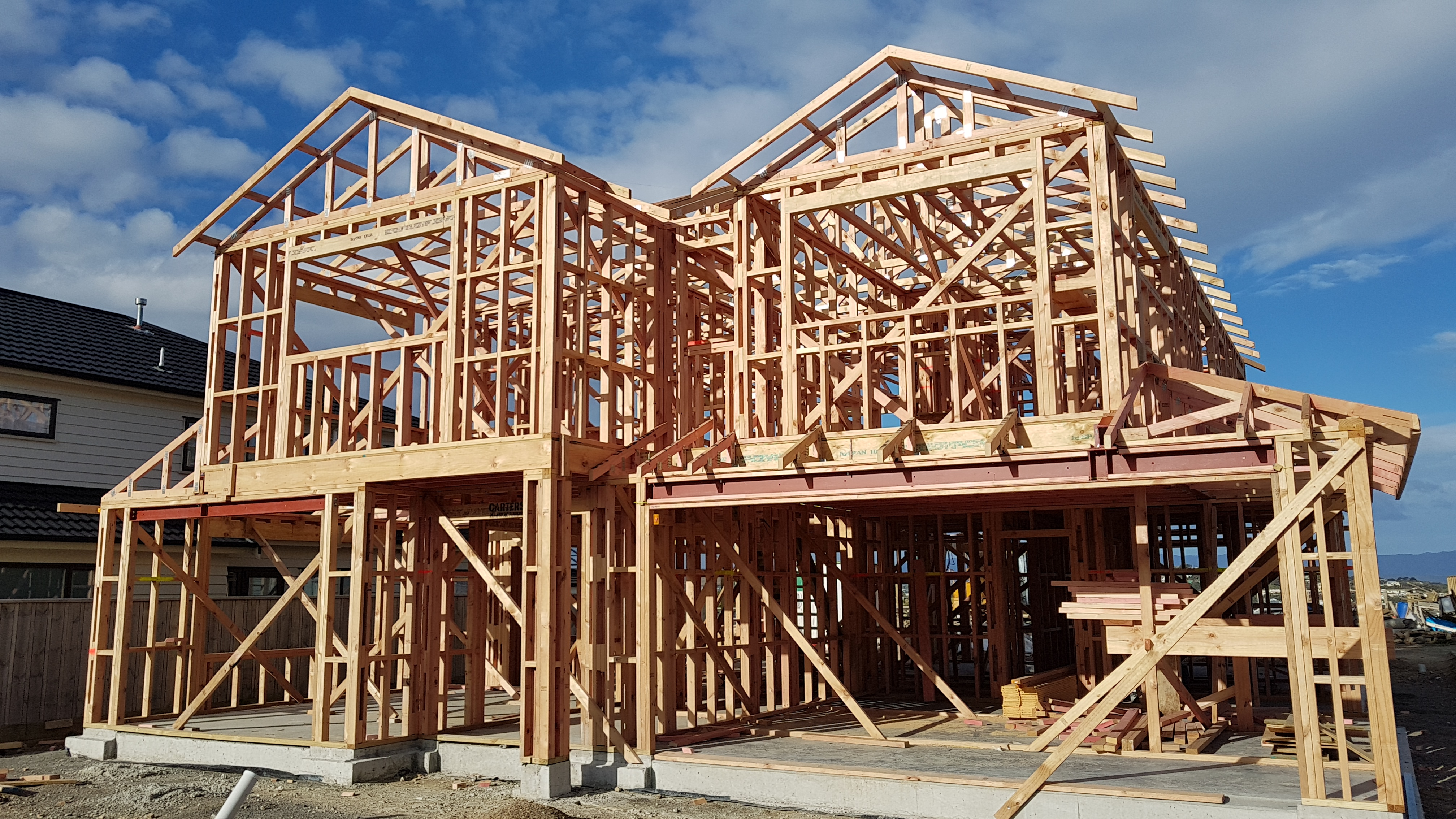
Maison à ossature en bois à plateforme ou « légère » en cours de construction

### Maison à ossature en bois (MOB)
La maison à ossature légère en bois, souvent simplement appelée « maison à ossature en bois » ou même « ossature bois », regroupe plusieurs variantes d’un même principe constructif à ossature basé sur l’utilisation d’éléments légers, peu rigides ou porteurs par eux-mêmes, mais densément maillés pour créer un squelette très résistant.
La MOB se distingue du système poteau/poutre par l’utilisation d’éléments plus légers mais plus nombreux, un assemblage plus simple, et pour la variante à plateforme, la nécessité de créer des planchers intermédiaires assurant la reprise de charge.
C’est la technique de construction qui s’adapte le mieux à la plupart des styles régionaux car elle est systématiquement complétée par des parements et des contreventements, de tous styles, c’est donc la plus répandue. Très populaire au niveau mondial, avec une forte présence en Amérique du Nord et Australie, elle tend à se normaliser (sections des bois mis à disposition par les fournisseurs, pratiques constructives internationalisées, etc.)

## Modèles constructifs massifs

### Maison en bois massif empilé et maçonnerie en bois

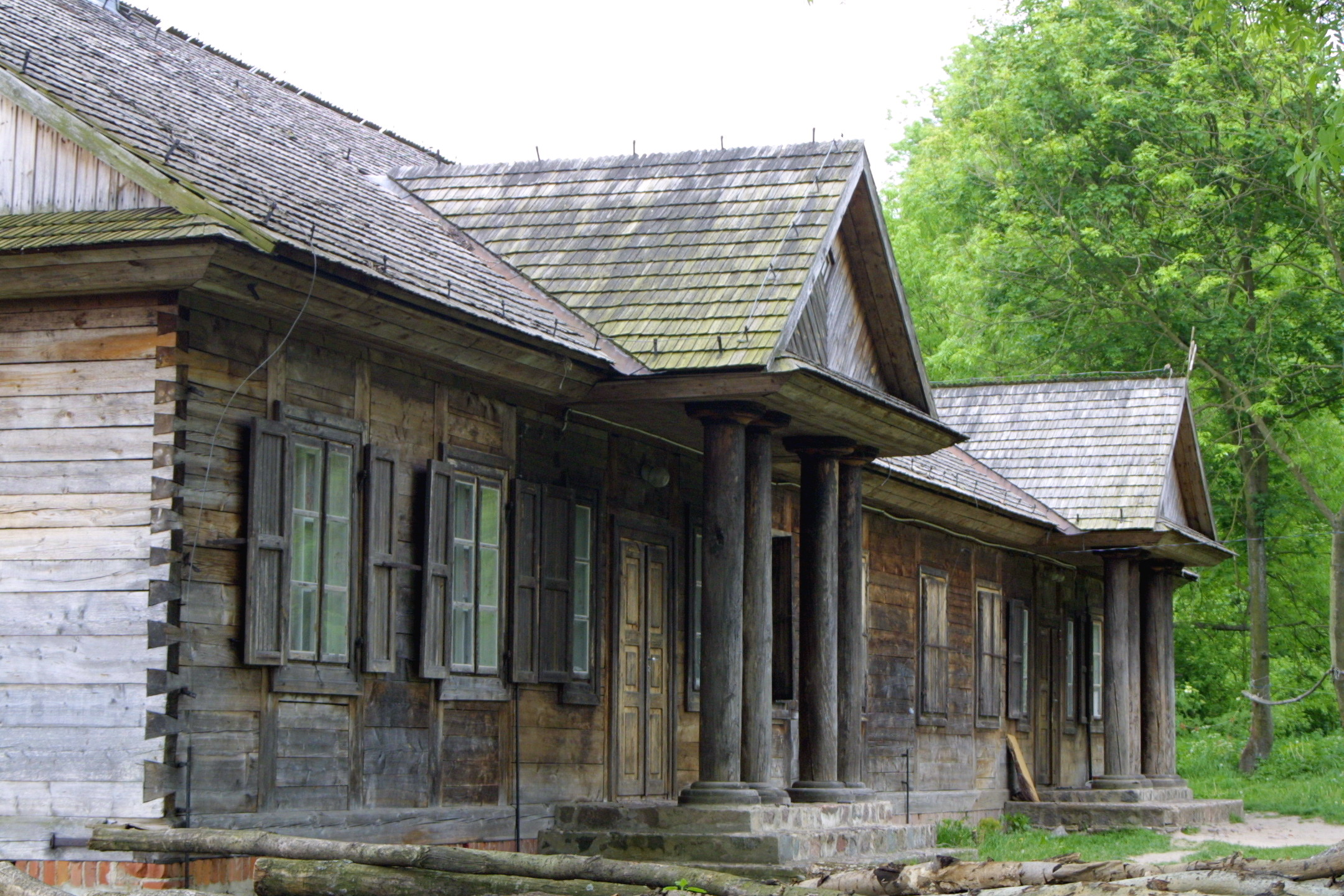
Construction traditionnelle, Europe de l'Est.

Contrairement aux techniques à ossature, les constructions massives sont basées sur l’utilisation de murs continus (pleins), qui jouent à la fois un rôle structurel (porteur), de remplissage et de contreventement.
Souvent appelée chalet, la maison en bois massif empilé est constituée de murs en bois massifs, montés par empilement jointif de madriers (pièces équerrées voire normalisées en usine, jointement quasi-parfait), de rondins (grossièrement parés pour une finition lisse permettant un bon jointement) ou de fustes (irréguliers, nécessitant généralement un jointage secondaire fastidieux).
Une technique alternative est la maçonnerie en bois, qui consiste à utiliser des parpaings de bois massif. Ceux-ci sont empilés en utilisant la technique de la maçonnerie. Cette approche donne la possibilité de réaliser toutes architectures, favorise l'auto-construction et la réalisation de maison en bois massif avec un minimum d'outillage.
De nouvelles techniques permettent ainsi désormais de réaliser le montage d'un chalet en bois par assemblage de madriers prédécoupés en kit. L'épaisseur des madriers se situe en général entre 28 et 60 mm selon les fabricants et la gamme. Le montage se déroule par étape en suivant une notice et ne nécessite que très peu de connaissances en menuiserie ou en charpente.

#### Manque d'inertie
En dépit de son épaisseur, le bois massif possède une inertie dite légère. C’est pourquoi cette technique de construction en bois est très répandue dans les pays nord-américains ou dans les régions montagneuses de l’Europe.
Par contre, le bois est un isolant moyen (coefficient lambda de 0,12) par rapport aux matériaux spécifiquement destinés à cet usage (0,04 en moyenne pour la laine de roche, la fibre de bois, la cellulose ou le chanvre). Il est indispensable, pour obtenir un coefficient d'isolation comparable à celui d'un mur à ossature en bois, d'ajouter une épaisseur d'isolation, idéalement par l'extérieur, de manière à bénéficier de l'inertie du bois massif à l'intérieur de la construction. L'isolant extérieur pourra ensuite être doublé de planches de forte épaisseur qui permettront de retrouver l'esprit « chalet ». Il n’est ainsi plus nécessaire de prévoir une isolation à l'intérieur. Cela permet aux occupants de profiter pleinement de la présence chaleureuse du bois, pour longtemps.
La conception moderne de la construction en madriers massifs empilés permet des gains thermiques très importants de par la conception même des murs des bâtiments : simple madrier avec isolation par l'extérieur (permet d'éviter les ponts thermiques sources d'importantes fuites thermiques) ou double madriers emprisonnant l'isolant (dont l'épaisseur peut être variable en fonction des régions d'implantation et des besoins).
Les essences les plus fréquemment utilisées pour cet type de construction sont le mélèze, l'épicéa, le red cedar, le pin sylvestre et le douglas. Les nouvelles maisons en bois proposent généralement une isolation très fiable grâce à un système de double madriers avec un isolant entre les deux. Par exemple au lieu d'avoir une épaisseur de bois de 120 mm, il y a deux madriers de 60 mm avec une couche de 80 mm d'isolant à l'intérieur.

### Maison en panneaux de bois massif
Cette technique de construction bois est une combinaison des systèmes à ossature et à madriers massifs : esthétiquement, il présente les mêmes intérêts d’aspect que la maison ossature bois (bardage, enduit, peint ou brut à l’extérieur sur une isolation rapportée et avec de multiples finitions possibles pour l’intérieur, y compris l'aspect bois naturel des panneaux), avec les performances du bois massif en termes d’inertie. Le matériau panneau massif permet d'optimiser l'utilisation du bois en lui donnant des caractéristiques mécaniques équivalentes dans toutes les directions, en supprimant le voilage et les déformations dues au vieillissement ou à l'hygrométrie, et en permettant une liberté architecturale inédite.
Il est reconnu que les constructions en panneau massif résistent mieux aux séismes. Il existe actuellement des bâtiments de plus de six étages composés de panneaux, certains atteignant même dix étages. Les techniques actuelles permettent la réalisation dans les usines de pans de murs de grande longueur (jusqu'à 24 m) et d'épaisseur variable (de 7,8 à 50 cm) obtenus par l’assemblage de planches de bois collées ou clouées les unes aux autres en multiples plis croisés. Ce type de construction de bois assure une remarquable stabilité de l’ouvrage dans le temps.
Ces panneaux contre collés peuvent permettre de réaliser une maison du sol au plafond. La maison peut être construite sur une dalle de béton classique, ou sur des pilotis, auquel cas, le plancher pourra lui aussi être posé en panneau. Tous les murs réalisés avec ce type de panneau sont porteurs. Les planchers et toitures peuvent également être réalisés ainsi.
Ces panneaux résistent à de forts porte-à-faux ce qui permet de réaliser des balcons sans soutien par des poutres.
Ce mode de construction tend à se développer en France,. Il est par contre commun en Autriche, en Allemagne, Belgique et en Suisse. Les principaux fabricants sont : Schilliger, KLH, Finnforest, Binderholz, MHM, Biospeedhome, etc.

## Importance du moment de la coupe de l'arbre et du séchage du bois
Le travail du bois doit répondre à certains critères pour disposer d'une habitation offrant la meilleure qualité possible. Il est important de prendre en considération le moment où l'arbre doit être abattu, et la méthode de séchage, pour obtenir du bois résistant et de bonne conservation.
L'arbre doit être coupé pendant les mois les plus secs, lorsque l'arbre est au repos et que la sève circule très lentement, ce qui le rend moins susceptible de se déformer, de se fendre et de se décomposer.
Le séchage naturel, qui peut prendre un an, offre encore une grande solidité et une grande durabilité au bois de construction. Cela signifie que le bois doit être abrité des intempéries, tout en étant stocké à l'air libre afin d'assurer une bonne circulation de l'air et d'éviter l'accumulation d'humidité et la prolifération de champignons et autres parasites. Il doit ensuite être stocké dans un entrepôt sec avant d'être transformé.
Le bois industriel ne respecte pas toujours la bonne saison de la coupe. Il est également coupé au printemps et en été, et subit un séchage au four, ce qui donne du bois de construction, certes moins onéreux à l'acquisition, mais aussi, de moins bonne qualité et qui devra être traité plus souvent.